# Wiskienica Górna
Wiskienica Górna – wieś w Polsce położona w województwie łódzkim, w powiecie łowickim, w gminie Zduny.
W latach 1975–1998 miejscowość administracyjnie należała do województwa skierniewickiego.

## Nazwa
Nazwa wsi wskazuje na jej odległy rodowód. Viskithnicza, Vyszkithnicza tak brzmią najstarsze zapisy nazwy tej wsi. W języku staropolskim „wyskitać się” oznacza „sterczeć, wystawać”, z kolei w czeskim „vyskyd” znaczy „wykroty, jamę po wywróconym drzewie”. Wieś powstała więc na miejscu wytrzebionego lasu. Słownik geograficzny Królestwa Polskiego notuje dwie nazwy jako alternatywne Wiskienice oraz Wiskienica podaje również historyczne zapisy średniowieczny Wiskitnica oraz z XVI wieku Wyskythnycze i Vyskythnycze.

## Historia
Pierwsza wzmianka pochodzi z roku 1418 gdzie wieś zapisana została w źródłach historycznych jako Wyskitnica. Nazwa ta pojawia się przy lokacji jej i Łaźnik na prawie średzkim. Należała do tenuty zduńskiej. Prawdopodobnie powstała przed 1136 rokiem na co wskazują ustalenia archeologiczne. 
Miejscowość jako folwark oraz wieś leżącą w gminie i parafii Bąków opisał XIX-wieczny Słownik geograficzny Królestwa Polskiego. W 1827 znajdowało się w niej 38 domów, w których mieszkało 175 mieszkańców. W 1864 roku mieszkańców było 388 oraz 46 osadników.